# Copa Mercosur 1998
I Copa Mercosur 1998

## 1/8 finału – faza grupowa
Do ćwierćfinału awansują mistrzowie grup i trzej najlepsi z pięciu wicemistrzów.

### Grupa A
29.07  CA San Lorenzo de Almagro –  Cruzeiro EC 2:1(2:1)
1:0 Eduardo Coudet 3, 2:0 Eduardo Tuzzio 2?, 2:1 Marcelo 30
30.07  São Paulo FC –  CSD Colo-Colo 1:0(0:0)
1:0 Rai 79
18.08  CA San Lorenzo de Almagro –  CSD Colo-Colo 3:0(1:0)
1:0 Néstor Gorosito 30k, 2:0 Eduardo Tuzzio 65, 3:0 Mirko Saric 89
20.08  Cruzeiro EC –  São Paulo FC 5:1(2:1)
0:1 Edmilson 20, 1:1 Gilberto 35, 2:1 Muller 43, 3:1 Fabio Junior 75, 4:1 Fabio Junior 83, 5:1 Marcelo 90
03.09  CSD Colo-Colo –  Cruzeiro EC 2:1(2:0)
1:0 Ivo Basay 32, 2:0 Ivo Basay 45, 2:1 Valdo 68
03.09  São Paulo FC –  CA San Lorenzo de Almagro 2:1(0:1)
0:1 Claudio Biaggio 5, 1:1 Dodo 48, 2:1 Dodo 64
17.09  Cruzeiro EC –  CA San Lorenzo de Almagro 2:1(0:0)
1:0 Muller 54, 2:0 Valdo 60, 2:1 Alberto Acosta 85
17.09  CSD Colo-Colo- São Paulo FC 2:1(1:1)
0:1 Franca 20, 1:1 Héctor Tapia 28, 2:1 Pedro Reyes 70
30.09  São Paulo FC –  Cruzeiro EC 1:1(0:0)
1:0 Dodo 52, 1:1 Gustavo 62
01.10  CSD Colo-Colo –  CA San Lorenzo de Almagro 1:1(1:0)
1:0 Marcelo Espina 24, 1:1 Claudio Biaggio 80
15.10  CA San Lorenzo de Almagro –  São Paulo FC 3:2(2:2)
0:1 Edmilson 15, 0:2 Franca 26, 1:2 Néstor Gorosito 31k, 2:2 Alberto Acosta 35, 2:3 Alberto Acosta 50
15.10  Cruzeiro EC –  CSD Colo-Colo 5:0(2:0)
1:0 Alex Alves 4, 2:0 Gjair 31, 3:0 Gilberto 46, 4:0 Valdo 54k, 5:0 Gilberto 56
| Klub                      | Mecze | Zw | Rem | Por | Pkt | BrZd | BrStr |
| ------------------------- | ----- | -- | --- | --- | --- | ---- | ----- |
| Cruzeiro EC               | 6     | 3  | 1   | 2   | 10  | 15   | 7     |
| CA San Lorenzo de Almagro | 6     | 3  | 1   | 2   | 10  | 11   | 8     |
| São Paulo FC              | 6     | 2  | 1   | 3   | 7   | 8    | 12    |
| CSD Colo-Colo             | 6     | 2  | 1   | 3   | 7   | 5    | 12    |

### Grupa B
29.07  SE Palmeiras –  CA Independiente 2:1(0:1)
0:1 José Luis Calderón 38k, 1:1 Magrao 60, 2:1 Almir 72
29.07  Club Nacional de Football –  Club Universidad de Chile 1:0(0:0)
1:0 Damián Rodriguez 62
11.08  Club Universidad de Chile –  CA Independiente 3:0(2:0)
1:0 Pedro González 27, 2:0 Leonardo Rodríguez 37, 3:0 Leonardo Rodríguez 66
19.08  Club Nacional de Football –  SE Palmeiras 0:5(0:3)
0:1 Oseas 11, 0:2 Magrao 32, 0:3 Magrao 43, 0:4 Tiago 77, 0:5 Juliano 85
02.09  CA Independiente –  Club Nacional de Football 4:3(1:2)
0:1 Gianni Guigou 18, 1:1 Raúl Cascini, 1:2 Jorge Delgado 33, 2:2 Raúl Cascini 68, 3:2 José Luis Calderón 72, 4:2 José Luis Calderón 77, 4:3 Milton Núñez 90
02.09  Club Universidad de Chile –  SE Palmeiras 1:2(0:0)
0:1 Roque Junior 58, 1:1 Flavio Maestri 70, 1:2 Alex 81
16.09  Club Universidad de Chile –  Club Nacional de Football 1:3(0:1)
0:1 Gabriel Alvez 26, 1:1 Edison Mafla 60k, 1:2 Carlos Camejo 70, 1:3 Sebastian Marquio 89
16.09  CA Independiente –  SE Palmeiras 0:3(0:1)
0:1 Paulo Nunes 15, 0:2 Alex 76, 0:3 Alex 79
01.10  SE Palmeiras –  Club Nacional de Football 3:1(0:0)
1:0 Rogerio 47, 2:0 Arilson 75, 3:0 Arilson 78, 3:1 G. Barrios 88k
01.10  CA Independiente –  Club Universidad de Chile 6:2(3:1)
1:0 Cristián Gómez 20, 2:0 Cristián Gómez 23, 3:0 Ezequiel Amaya 39, 3:1 Rodrigo Barrera 44, 3:2 Rodrigo Barrera 51, 4:2 José Luis Calderón 75, 5:2 Daniel Garnero 80, 6:2 José Luis Calderón 87
13.10  Club Nacional de Football –  CA Independiente 2:1(1:0)
1:0 Raúl Bergara 20, 1:1 Cristián Gómez 59, Gabriel Alvez 72k
13.10  SE Palmeiras –  Club Universidad de Chile 1:0(0:0)
1:0 Almir 56
| Klub                      | Mecze | Zw | Rem | Por | Pkt | BrZd | BrStr |
| ------------------------- | ----- | -- | --- | --- | --- | ---- | ----- |
| SE Palmeiras              | 6     | 6  | 0   | 0   | 18  | 16   | 3     |
| Club Nacional de Football | 6     | 3  | 0   | 3   | 9   | 10   | 14    |
| CA Independiente          | 6     | 2  | 0   | 4   | 6   | 12   | 15    |
| Club Universidad de Chile | 6     | 1  | 0   | 5   | 3   | 7    | 13    |

### Grupa C
30.07  Club Olimpia –  SC Corinthians Paulista 2:2(1:1)
0:1 Marcelinho Carioca 29, 1:1 Mauricio Pérez 38, 2:1 Carlos Paredes 50, 2:2 Edilson 53
04.08  CA Peñarol –  Racing Club de Avellaneda 1:1(0:1)
0:1 Javier Lux 10, 1:1 Walter Pandiani 76
18.08  SC Corinthians Paulista –  Racing Club de Avellaneda 1:2(1:1)
0:1 Facundo Villalba 14, 1:1 Edilson 29, 1:2 Pablo Bezombe 82
20.08  Club Olimpia –  CA Peñarol 4:2(1:2)
0:1 Walter Pandiani 27, 1:1 Francisco Esteche 33k, 1:2 Néstor Cedrés 39, 2:2 Nelson Celaya 47, 3:2 Luciano „Cafú” Barbosa 54s, 4:2 Juan C. Benítez 85
01.09  Racing Club de Avellaneda –  Club Olimpia 1:0(0:0)
1:0 Diego Latorre 73
01.09  SC Corinthians Paulista –  CA Peñarol 1:1(1:0)
1:0 Edilson 23, 1:1 Marcelo de Souza 75
15.09  Racing Club de Avellaneda –  CA Peñarol 0:0

15.09  SC Corinthians Paulista –  Club Olimpia 1:2(0:1)
0:1 Mauricio Pérez 15, 0:2 Francisco Esteche 63k, 1:2 Marcelinho Carioca 82
29.09  Racing Club de Avellaneda –  SC Corinthians Paulista 1:0(1:0)
1:0 Facundo Villalba 89
29.09  CA Peñarol –  Club Olimpia 2:3(1:2)
1:0 José Franco 21, 1:1 Francisco Esteche 25, 1:2 Mauro Caballero 29, 2:2 Luciano „Cafú” Barbosa 66, 2:3 Francisco Esteche 2:3
14.10  Club Olimpia –  Racing Club de Avellaneda 2:4(2:0)
1:0 Roque Santa Cruz 11, 2:0 Juan Carlos Benítez 23, 2:1 Maximiliano Estévez 60, 2:2 Maximiliano Estévez 67, 2:3 Pedro Ojeda 79, 2:4 Rubén Capria 90
14.10  CA Peñarol –  SC Corinthians Paulista 0:2(0:1)
0:1 Didí 42, 0:2 Fernando Bahiano 70
| Klub                      | Mecze | Zw | Rem | Por | Pkt | BrZd | BrStr |
| ------------------------- | ----- | -- | --- | --- | --- | ---- | ----- |
| Racing Club de Avellaneda | 6     | 4  | 2   | 0   | 14  | 9    | 4     |
| Club Olimpia              | 6     | 3  | 1   | 2   | 10  | 13   | 12    |
| SC Corinthians Paulista   | 6     | 1  | 2   | 3   | 5   | 7    | 8     |
| CA Peñarol                | 6     | 0  | 3   | 3   | 3   | 6    | 11    |

### Grupa D
29.07  CR Flamengo –  Cerro Porteño 2:0(1:0)
1:0 Marcos Assuncao 4, 2:0 Marcos Assuncao 82
05.08  CA Boca Juniors –  CA Vélez Sarsfield 0:1(0:1)
0:1 Mauricio Pellegrino 21
19.08  CA Vélez Sarsfield –  CR Flamengo 1:0(1:0)
1:0 Fernando Pandolfi 5
19.08  Cerro Porteño –  CA Boca Juniors 3:2(1:1)
1:0 P. Da Silva 21, 1:1 Fernando Ortiz 32, 2:1 Eber Fernández 54, 2:2 Martín Palermo 78, 3:2 Diego Gavilán 87
02.09  CR Flamengo –  CA Boca Juniors 0:2(0:1)
0:1 Emiliano Rey 19, 0:2 Anibal Matellán 83
03.09  Cerro Porteño –  CA Vélez Sarsfield 2:2(2:1)
0:1 C. Husain 14, 1:1 J. Espínola 23, 2:1 C. Espínola 25, 2:2 José Luis Chilavert 62k
17.09  CA Vélez Sarsfield –  CA Boca Juniors 2:1(2:0)
1:0 Patricio Camps 2, 2:0 Christian Bassedas 34, 2:1 Diego Cagna 90
17.09  Cerro Porteño –  CR Flamengo 2:3(1:1)
0:1 Romario 4, 1:1 Guido Alvarenga 42, 2:1 Humberto Ovelar 47k, 2:2 Beto 57, 2:3 Romario 76
30.09  CR Flamengo –  CA Vélez Sarsfield 2:0(1:0)
1:0 Romario 13, 2:0 Romario 80
30.09  CA Boca Juniors –  Cerro Porteño 3:1(0:0)
1:0 Cristián Giménez 51, 1:1 Humberto Ovelar 64, 2:1 Martín Palermo 69, 3:1 José Basualdo 84
13.10  CA Vélez Sarsfield –  Cerro Porteño 1:1(0:0)
0:1 Hugo Ovelar 62, 1:1 Patricio Camps 89
14.10  CA Boca Juniors –  CR Flamengo 3:0(3:0)
1:0 César La Paglia 6, 2:0 Diego Cagna 32, 3:0 Fernando Navas 44
| Klub               | Mecze | Zw | Rem | Por | Pkt | BrZd | BrStr |
| ------------------ | ----- | -- | --- | --- | --- | ---- | ----- |
| CA Vélez Sarsfield | 6     | 3  | 2   | 1   | 11  | 7    | 6     |
| CA Boca Juniors    | 6     | 3  | 0   | 3   | 9   | 11   | 7     |
| CR Flamengo        | 6     | 3  | 0   | 3   | 9   | 7    | 8     |
| Cerro Porteño      | 6     | 1  | 2   | 3   | 5   | 9    | 13    |

### Grupa E
30.07  Grêmio Porto Alegre –  CA River Plate 2:3(1:2)
1:0 Guilherme 16, 1:1 José Antonio Pizzi 33, 1:2 José Antonio Pizzi 44, 1:3 Santiago Solari 53, 2:3 Rodrigo Costa 65
30.07  CD Universidad Católica –  CR Vasco da Gama 1:1(0:1)
0:1 Gian 15, 1:1 Marco Antonio Figueroa 73
18.08  CR Vasco da Gama –  Grêmio Porto Alegre 1:0(0:0)
1:0 Geder 69
20.08  CA River Plate –  CD Universidad Católica 1:1(1:0)
1:0 Cristián Castillo 25, 1:1 Andrés Romero 65
01.09  Grêmio Porto Alegre –  CD Universidad Católica 5:1(4:0)
1:0 Itaquí 22, 2:0 Zé Alcino 27, 3:0 Scheidt 30, 4:0 Ronaldo 44k, 4:1 Fernando Cornejo 55, 5:1 Itaquí 66
03.09  CA River Plate –  CR Vasco da Gama 1:1(0:0)
Rogerio 71, 1:1 Cristián Castillo 82
15.09  CD Universidad Católica –  Grêmio Porto Alegre 1:1(1:0)
1:0 Mario Lepe 12k, 1:1 Rodrigo Mendes 53
16.09  CR Vasco da Gama –  CA River Plate 0:0

29.09  CD Universidad Católica –  CA River Plate 2:0(0:0)
1:0 Patricio Ormazabal 56, 2:0 Nelson Parraguez 60
29.09  Grêmio Porto Alegre –  CR Vasco da Gama 1:0(0:0)
1:0 Ronaldo 47
14.10  CR Vasco da Gama –  CD Universidad Católica 1:0(1:0)
1:0 Gian 41
15.10  CA River Plate –  Grêmio Porto Alegre 3:1(0:0)
1:0 Juan Antonio Pizzi 65, 2:0 Pablo Aimar 77, 2:1 Jorge Martínez 82s, 3:1 Marcelo Gallardo 89k
| Klub                    | Mecze | Zw | Rem | Por | Pkt | BrZd | BrStr |
| ----------------------- | ----- | -- | --- | --- | --- | ---- | ----- |
| CA River Plate          | 6     | 2  | 3   | 1   | 9   | 8    | 7     |
| CR Vasco da Gama        | 6     | 2  | 3   | 1   | 9   | 4    | 3     |
| Grêmio Porto Alegre     | 6     | 2  | 1   | 3   | 7   | 10   | 9     |
| CD Universidad Católica | 6     | 1  | 3   | 2   | 6   | 6    | 9     |

### Podsumowanie fazy grupowej
Dla każdego z biorących udział krajów najgorszy zespół fazy grupowej w następnej edycji pucharu w 1999 miał być zastąpiony przez mistrza kraju z 1998. Najsłabszymi klubami ze swoich krajów w fazie grupowej były:
- Argentyna –  CA Independiente
- Brazylia –  SC Corinthians Paulista
- Chile –  Club Universidad de Chile
- Paragwaj –  Cerro Porteño
- Urugwaj –  CA Peñarol

Na skutek tej reguły wymienione wyżej zespoły miały być wykluczone z edycji w 1999 roku. Ale ponieważ kluby, które zdobyły mistrzostwo swoich krajów, znajdowały się już wśród 20 klubów biorących udział w edycji z roku 1998, więc żaden z wyżej wymienionych zespołów nie został zastąpiony i z tego powodu puchar w 1999 miał dokładnie tych samych uczestników ( SC Corinthians Paulista jako mistrz Brazylii z 1998 zastąpił sam siebie).

## 1/4 finału (29.10i04.11)
SE Palmeiras –  CA Boca Juniors 3:1 i 1:1
1. 1:0 Almir 27, 2:0 Arilson 48, 2:1 Emiliano Rey 51k, 3:1 Magrao 89
2. 0:1 Martín Palermo 58, 1:1 Alex 80

 CA River Plate –  Cruzeiro EC 1:2 i 0:2 (mecze 28.10 i 05.11)
1. 0:1 Marcelo 32, 0:2 Fabio Junior 71, 1:2 Marcelo Gallardo 78k
2. 0:1 Fabio Junior 36, 0:2 Gilberto 83

 CA Vélez Sarsfield –  Club Olimpia 3:4 i 1:2 (pierwszy mecz 27.10)
1. 1:0 Darío Husain 19, 1:1 Mauro Caballero 27, 1:2 Gabriel González 55, 1:3 Roque Santa Cruz 65, 2:3 Fernando Pandolfi 70, 3:3 Christian Bassedas 74, 3:4 Carlos Paredes 89
2. 0:1 Roque Santa Cruz 24, 0:2 Roque Santa Cruz 40, 1:2 Patricio Camps 65

 CA San Lorenzo de Almagro –  Racing Club de Avellaneda 0:0 i 1:1, karne 2:0 (drugi mecz 05.11)
1. 0:0
2. 1:0 Marcelo Delgado 71k, 1:1 Alberto Acosta 75

## 1/2 finału (10.11i17.11)
SE Palmeiras –  Club Olimpia 2:0 i 1:0
1. 1:0 Alex 45, 2:0 Alex 49
2. 1:0 Oseas 19 (mecz przerwany w 69 minucie z powodu zamieszek na trybunach – wynik zachowano)

 Cruzeiro EC –  CA San Lorenzo de Almagro 1:0 i 1:1 (mecze 19.11 i 02.12)
1. 1:0 Alex Alves 19
2. 1:0 Federico Basavilbazo 38, 1:1 Djair 63

## FINAŁ
Cruzeiro EC –  SE Palmeiras 2:1 i 1:3, dodatkowo 0:1
- zgodnie z regulaminem rozgrywek wobec równej liczby punktów konieczne było rozegranie trzeciego meczu. Bramki liczyłyby się w przypadku remisu w meczu dodatkowym (czyli w meczu dodatkowym by zdobyć puchar drużynie Palmeiras wystarczał remis)

16 grudnia 1998 Belo Horizonte Estádio Mineirão (40 tys.)

 Cruzeiro EC –  SE Palmeiras 2:1(1:1)

Sędzia: Sidrack Marinho (Brazylia)

Bramki: 1:0 Marcelo 21, 1:1 Roque Junior 44, 2:1 Fabio Junior 90+k

Żółte kartki: Gustavo 11, Marcelo Dijan 50 / Paulo Nunes 13, Junior Baiano 55, Agnaldo 88

Cruzeiro EC: Dida, Gustavo, Marcelo Djian, Joao Carlos, Gilberto, Ricardinho, Valdir, Valdo (Djair 78), Muller, Marcelo (Fabio Junior 88), Caio (Alex 65). Trener: Levir Culpi.

SE Palmeiras: Velloso, Francisco Arce (Almir 68), Junior Baiano (Agnaldo 84), Cleber, Junior, Roque Junior, Rogerio, Nemem, Zinho, Oseas (Alex 46), Paulo Nunes. Trener: Luis Felipe Scolari
26 grudnia 1998 São Paulo Estádio Parque Antártica (49,4 tys.)

 SE Palmeiras –  Cruzeiro EC 3:1(1:1)

Sędzia: Claudio Vinicius Cerdeira (Brazylia)

Bramki: 0:1 Fabio Junior 2k, 1:1 Cleber 7, 2:1 Oseas 54, 3:1 Paulo Nunes 89

Żółte kartki: Francisco Arce 47, Junior Baiano 35, Rogerio 57 / Gustavo 23, Marcelo Djian 18, Gilberto 74

SE Palmeiras: Velloso, Francisco Arce, Cleber (Tiago 57), Junior Baiano, Junior, Roque Junior, Rogerio, Alex (Pedrinho 86), Zinho, Paulo Nunes, Oseas (Magrao 75). Trener: Luiz Felipe Scolari

Cruzeiro EC: Dida, Gustavo, Wilson Gottardo (Joao Carlos 46), Marcelo Djian, Gilberto, Valdir (Caio 74), Ricardinho (Alex 58), Djair, Valdo, Muller, Fabio Junior. Trener: Levir Culpi.
29 grudnia 1998 São Paulo Estádio Parque Antártica (?)

 SE Palmeiras –  Cruzeiro EC 1:0(0:0)

Sędzia: Luciano Almeida (Brazylia)

Bramki: 1:0 Francisco Arce 62

Żółte kartki: Tiago 15, Zinho 63, Pedrinho 83 / Marcelo, Marcelo Djian 7, Joao Carlos 60

Czerwone kartki: – / Marcelo 79 (druga żóta)

SE Palmeiras: Velloso, Francisco Arce, Junior Baiano, Roque Junior, Junior, Tiago, Rogerio, Alex (Almir 45), Zinho (Agnaldo 89), Paulo Nunes, Oseas (Pedrinho 77). Trener: Luiz Felipe Scolari

Cruzeiro EC: Dida, Gustavo, Marcelo Djian, Joao Carlos, Gilberto, Marcos Paulo, Ricardinho (Caio 73), Valdo, Muller (Alex Alves 73), Fabio Junior, Marcelo Ramos. Trener: Levir Culpi